# A lyga 2019
La A lyga 2019 è stata la 30ª edizione della massima divisione del campionato lituano di calcio. La stagione è iniziata il 2 marzo 2019 e si è conclusa il 27 novembre 2019. Il Sūduva ha vinto il campionato per la terza stagione consecutiva.

## Stagione

### Novità
Dalla A lyga 2018 era stato retrocesso lo Lietava Jonava, mentre dalla 1 Lyga 2018 era stato promosso il Panevėžys. Prima dell'inizio della stagione il Trakai ha cambiato denominazione in Riteriai.

### Formula
Il campionato è composto di 8 squadre e ogni squadra affronta le altre squadre quattro volte, due volte in casa e due volte in trasferta, per un totale di 28 giornate. Le prime sei classificate accedono alla seconda fase per la definizione delle posizioni finali. La settima classificata disputa uno spareggio contro la seconda classificata della 1 Lyga per la permanenza in A lyga. L'ottava classificata retrocede direttamente in 1 Lyga.
Nella seconda fase ciascuna squadra affronta le altre una volta sola per un totale di cinque giornate, con le squadre che mantengono i punti conquistati nella stagione regolare. La squadra prima classificata è campione di Lituania ed è ammessa al secondo turno di qualificazione della UEFA Champions League 2020-2021. Le squadre classificate al secondo e terzo posto sono ammesse al primo turno di qualificazione della UEFA Europa League 2020-2021, assieme alla vincitrice della Coppa di Lituania.

### Avvenimenti
Il 28 giugno 2019 la federazione lituana ha revocato la licenza di partecipazione al campionato di A lyga allo Stumbras dopo aver riscontrato che non erano state risolte tutte le violazioni del club in materia sportiva, di personale, infrastrutturale e finanziaria, dopo che il 16 giugno al club era stata revocata anche la licenza UEFA. Il 30 luglio 2019 la federazione lituana, dopo aver constatato che lo Stumbras non aveva messo in atto le azioni necessarie richieste per portare a termine la stagione, ha annunciato l'esclusione del club dal campionato di A lyga 2019. Di conseguenza, per le rimanenti gare della prima fase del campionato dello Stumbras viene assegnata la vittoria a tavolino per 3-0 alle squadre avversarie. Analoga decisione è stata applicata alla seconda squadra dello Stumbras militante in 1 Lyga.

## Squadre partecipanti
| Club           | Città       | Stadio                        | Stagione precedente  |
| -------------- | ----------- | ----------------------------- | -------------------- |
| Atlantas       | Klaipėda    | Klaipėdos centrinis stadionas | 6º posto in A lyga   |
| Kauno Žalgiris | Kaunas      | SM "Tauras" stadionas         | 5º posto in A lyga   |
| Palanga        | Palanga     | Palangos entrinis stadionas   | 7º posto in A lyga   |
| Panevėžys      | Panevėžys   | Aukštaitijos stadionas        | 1º posto in 1 Lyga   |
| Riteriai       | Vilnius     | Stadio LFF                    | 3º posto in A lyga   |
| Stumbras       | Kaunas      | NFA stadionas                 | 4º posto in A lyga   |
| Sūduva         | Marijampolė | ARVI Futbolo Arena            | Campione di Lituania |
| Žalgiris       | Vilnius     | Stadio LFF                    | 2º posto in A lyga   |

## Stagione regolare

### Classifica finale
|  | Pos. | Squadra        | Pt | G  | V  | N | P  | GF | GS | DR  |
|  | ---- | -------------- | -- | -- | -- | - | -- | -- | -- | --- |
|  | 1.   | Sūduva         | 75 | 28 | 25 | 0 | 3  | 74 | 15 | +59 |
|  | 2.   | Žalgiris       | 65 | 28 | 21 | 2 | 5  | 67 | 22 | +45 |
|  | 3.   | Riteriai       | 46 | 28 | 13 | 7 | 8  | 44 | 29 | +15 |
|  | 4.   | Kauno Žalgiris | 44 | 28 | 13 | 5 | 10 | 48 | 39 | +9  |
|  | 5.   | Panevėžys      | 31 | 28 | 8  | 7 | 13 | 41 | 53 | -12 |
|  | 6.   | Atlantas       | 26 | 28 | 7  | 5 | 16 | 26 | 53 | -27 |
|  | 7.   | Palanga        | 19 | 28 | 6  | 1 | 21 | 29 | 70 | -41 |
|  | 8.   | Stumbras       | 15 | 28 | 4  | 3 | 21 | 12 | 60 | -48 |

Legenda:
      Ammesse alla seconda fase.
 Ammessa allo spareggio promozione-retrocessione.
      Retrocessa in 1 Lyga 2020.
Note:
Tre punti a vittoria, uno a pareggio, zero a sconfitta.
La classifica viene stilata secondo i seguenti criteri:
- Punti conquistati
- Punti conquistati negli scontri diretti
- Differenza reti negli scontri diretti
- Differenza reti generale
- Reti totali realizzate
- Partite vinte
- Posizionamento delle squadre riserve nel campionato riserve

### Risultati

#### Partite (1-14)
|                  | Atl  | Kau  | Pal  | Pan  | Rit  | Stu  | Sūd  | Žal  |
| ---------------- | ---- | ---- | ---- | ---- | ---- | ---- | ---- | ---- |
| Atlantas         | –––– | 2-0  | 2-1  | 2-1  | 2-3  | 0-0  | 0-5  | 0-3  |
| Kauno Žalgiris   | 2-1  | –––– | 6-1  | 2-0  | 3-1  | 4-3  | 0-3  | 3-4  |
| Palanga          | 2-1  | 0-3  | –––– | 1-1  | 1-3  | 2-1  | 0-2  | 1-4  |
| Panevėžys        | 4-1  | 1-1  | 2-1  | –––– | 1-2  | 1-1  | 1-2  | 0-3  |
| Riteriai         | 0-0  | 1-0  | 3-1  | 1-1  | –––– | 0-0  | 1-2  | 1-0  |
| Stumbras         | 2-0  | 0-1  | 0-3  | 1-0  | 0-3  | –––– | 2-0  | 1-0  |
| Sūduva           | 4-0  | 1-0  | 3-0  | 2-1  | 2-1  | 2-0  | –––– | 1-0  |
| Žalgiris Vilnius | 3-0  | 3-1  | 5-1  | 2-1  | 1-1  | 2-1  | 1-0  | –––– |

#### Partite (15-28)
|                  | Atl  | Kau  | Pal  | Pan  | Rit  | Stu  | Sūd  | Žal  |
| ---------------- | ---- | ---- | ---- | ---- | ---- | ---- | ---- | ---- |
| Atlantas         | –––– | 1-1  | 0-1  | 0-2  | 2-1  | 3-0  | 0-4  | 1-3  |
| Kauno Žalgiris   | 1-0  | –––– | 4-0  | 2-2  | 1-0  | 3-0  | 0-2  | 1-2  |
| Palanga          | 0-2  | 2-3  | –––– | 1-2  | 1-3  | 3-0  | 0-4  | 0-4  |
| Panevėžys        | 1-1  | 3-3  | 3-1  | –––– | 4-2  | 3-0  | 2-7  | 0-2  |
| Riteriai         | 1-1  | 0-0  | 1-0  | 4-0  | –––– | 3-0  | 1-2  | 1-1  |
| Stumbras         | 0-3  | 0-3  | 0-3  | 0-3  | 0-3  | –––– | 0-3  | 0-3  |
| Sūduva           | 4-1  | 3-0  | 5-0  | 3-1  | 1-2  | 3-0  | –––– | 1-0  |
| Žalgiris Vilnius | 4-0  | 3-0  | 3-2  | 5-0  | 2-1  | 3-0  | 1-3  | –––– |

## Seconda fase

### Classifica finale
|                     | Pos. | Squadra        | Pt | G  | V  | N | P  | GF | GS | DR  |
| ------------------- | ---- | -------------- | -- | -- | -- | - | -- | -- | -- | --- |
| Lituania (bandiera) | 1.   | Sūduva         | 87 | 33 | 29 | 0 | 4  | 95 | 24 | +71 |
|                     | 2.   | Žalgiris       | 74 | 33 | 24 | 2 | 7  | 79 | 29 | +50 |
|                     | 3.   | Riteriai       | 55 | 33 | 16 | 7 | 10 | 57 | 36 | +21 |
|                     | 4.   | Kauno Žalgiris | 53 | 33 | 16 | 5 | 12 | 54 | 45 | +9  |
|                     | 5.   | Panevėžys      | 37 | 33 | 10 | 7 | 16 | 49 | 63 | -14 |
|                     | 6.   | Atlantas       | 26 | 33 | 7  | 5 | 21 | 30 | 78 | -48 |

Legenda:
      Campione di Lituania e ammessa alla UEFA Champions League 2020-2021.
      Ammesse alla UEFA Europa League 2020-2021.
Note:
Tre punti a vittoria, uno a pareggio, zero a sconfitta.
La classifica viene stilata secondo i seguenti criteri:
- Punti conquistati
- Spareggio (solo per decidere la squadra campione)
- Punti conquistati negli scontri diretti
- Differenza reti negli scontri diretti
- Differenza reti generale
- Reti totali realizzate
- Partite vinte
- Posizionamento delle squadre riserve nel campionato riserve

### Risultati
|                | Atl  | Kau  | Pan  | Rit  | Sūd  | Žal  |
| -------------- | ---- | ---- | ---- | ---- | ---- | ---- |
| Atlantas       | –––– | 0-2  | 1-4  |      |      |      |
| Kauno Žalgiris |      | –––– | 1-0  |      |      | 1-2  |
| Panevėžys      |      |      | –––– | 2-0  | 1-5  |      |
| Riteriai       | 5-2  | 0-1  |      | –––– | 5-1  |      |
| Sūduva         | 9-1  | 4-1  |      |      | –––– | 2-1  |
| Žalgiris       | 5-0  |      | 3-1  | 1-3  |      | –––– |

## Spareggio salvezza
Allo spareggio salvezza viene ammessa la settima classificata in A lyga, il Palanga, e la seconda classificata in 1 Lyga, il Banga Gargždai.
|                | Risultati |                | Luogo e data              |
| -------------- | --------- | -------------- | ------------------------- |
| Banga Gargždai | 2 - 0     | Palanga        | Gargždai, 3 novembre 2019 |
| Palanga        | 2 - 2     | Banga Gargždai | Klaipėda, 9 novembre 2019 |
|                |           |                |                           |

## Statistiche

### Classifica marcatori
| Gol |  |  | Giocatore           | Squadra          |
| --- |  |  | ------------------- | ---------------- |
| 27  |  |  | Tomislav Kiš        | Žalgiris Vilnius |
| 20  |  |  | Terem Moffi         | Riteriai         |
| 20  |  |  | Mihret Topčagić     | Sūduva           |
| 15  |  |  | Liviu Antal         | Žalgiris Vilnius |
| 12  |  |  | Donatas Kazlauskas  | Riteriai         |
| 10  |  |  | João Figueiredo     | Kauno Žalgiris   |
| 10  |  |  | Josip Tadić         | Sūduva           |
| 9   |  |  | Eligijus Jankauskas | Sūduva           |
| 8   |  |  | Paulius Golubickas  | Sūduva           |
| 8   |  |  | Tosaint Ricketts    | Sūduva           |
| 7   |  |  | Pau Morer           | Žalgiris Vilnius |
| 7   |  |  | Idris Umaev         | Palanga          |